# Бургундское герцогство
Бургундское герцогство (фр. duché de Bourgogne, лат. Ducatus Burgundiae) — средневековое феодальное владение, сложившееся на землях бывшего королевства Бургундия, лежавших к западу от Соны и отошедших по Верденскому договору 843 года к Западно-Франкскому королевству. Образовалось в конце IX — начале X века, когда Ричард Заступник, объединивший в своих руках несколько графств в Бургундии присвоил себе сначала титул маркграфа, а затем и герцога Бургундии.
Историческим ядром герцогства было графство Отён со столицей в Дижоне. Территории Бургундского герцогства примерно соответствуют современные департаменты Кот-д'Ор и Сона и Луара. Правители герцогства были вассалами королей Франции. В XIV—XV веках в руках герцогов оказались обширные владения, включая Нидерланды, в результате чего к середине XV века герцогство превратилось в фактически независимое Бургундское государство, правители которого играли важную роль в европейской политике, соперничая с Францией. Герцог Карл Смелый попытался подчинить Лотарингию, Эльзас и Швейцарию, а также получить королевский титул, но в 1477 году был разбит в битве при Нанси и погиб. Поскольку он не оставил потомков мужского пола, то его владения были разделены между Францией и Габсбургами. Собственно Бургундия была включена в 1482 в состав королевского домена на правах привилегированной провинции.

## История герцогства

### Маркграфство Бургундия (843—863)
На территории будущего герцогства уже в VIII веке стали образовываться графства. В 733 году, после разгрома арабской армии в битве при Пуатье, Карл Мартел подчинил себе Бургундию, раздав владения своим приближённым. Он образовал графства Шалон, где графом стал Адалард, и Отён, графом которого стал Теодерик.
В 843 году король Карл Лысый передал графства Отён, Оксуа и Десмуа графу Гверину (ум. 853), владевшему к тому времени уже бургундскими графствами Шалон, Макон и Мермонтуа, что сделало его самым могущественным феодалом в Бургундии. С этого момента Гверин стал маркграфом или маркизом Бургундии. Его основным местопребыванием был Шалон. Маркграфство просуществовало до 864 года, когда граф Гумфрид высказал неповиновение Карлу Лысому. Король направил войска в Бургундию и захватил владения Гумфрида, раздав их, а сам Гумфрид бежал сначала в Италию, а потом в Швабию.
В 872 году графства Отён, Макон и Шалон опять оказались объединены в руках графа Экхарда II (810—877), но центром его владений уже был не Шалон, а Отён. После его смерти графства опять оказались разделены, но в 879 году граф Бозон Вьеннский (850—887), владелец практически всей долины Роны и Соны (Прованс, Вьенн, Лион, Макон, Шароле) присоединил Отён к своим владениям. В том же году Бозон был выбран бургундской знатью королём Бургундии, что привело к выступлению против него королей Франции и Германии. В конце 880 года Отён, Безансон, Шалон, Макон и Лион вновь перешли под контроль Каролингов. Отён был отдан сохранившему верность Каролингам брату Бозона, Ричарду Заступнику (ок. 856—921), став ядром, вокруг которого образовалось Бургундское герцогство. Последовательно получив Невер, Осер, Сенс и Труа, Ричард значительно увеличил свои владения. Кроме того, к 898 году сюзеринитет Ричарда признали семнадцать из восемнадцати бургундских графств (кроме Макона, который принадлежал герцогу Аквитании Гильому I), после чего король Карл III признал за ним титул сначала маркграфа, а в 918 — герцога Бургундии.

### Герцогство Бургундия в конце IX — первой половине X века
Ричард был весьма заметной фигурой в истории Франции. Будучи сторонником Каролингов, Ричард поддерживал Карла Простоватого, что привело его к противостоянию с Робертинами и графом Вермандуа. Став самым могущественным феодалом в Бургундии, он провозглашает себя маркизом Бургундии, что было признано королём Эдом в 898 году, а в 918 году король Карл признает за Ричардом титул герцога Бургундии. Он распространяет свой контроль также на епископства Отён, Лангр и Труа. Поскольку королём Верхней Бургундии был брат жены Ричарда, Рудольф I, а королём Нижней Бургундии племянник, Людовик III, связи между двумя королевствами и герцогством были очень тесные.
После смерти короля Эда в 898 году Ричард мог претендовать на королевский титул, но он поддержал Карла Простоватого. Начиная с 901 года Ричард занимал в королевском совете первое место.
В это время участились набеги норманнов на Францию. В 888 году они дошли до Бургундии, где опустошили город Безье. В 892 и 898 Ричард смог успешно отразить очередные набеги норманнов, а в 911 году в союзе с Робертом Нейстрийским и Эблем де Пуатье разбил норманнов под предводительством Роллона при Шартре. В 918 году Ричард был провозглашён герцогом Бургундии. Столицу он перенес из Отёна в Дижон.
После смерти Ричарда в 921 году ему наследовал старший сын Рауль, а второй сын, Гуго Чёрный, стал архи-графом Бургундии. После гибели короля Роберта I в битве при Суассоне в 923 году, ряд крупных феодалов королевства, не желая передавать корону Карлу Простоватому, устроили выборы короля. Гуго Великий, сын Роберта, благоразумно отказался от короны (он опасался, что с оставлением своих графств потеряет своё влияние на магнатов). После этого выбор баронов пал на Рауля Бургундского, женатого на дочери Роберта, и 13 июля 923 года он был коронован в аббатстве Святого Медарда в Суассоне.
Осенью 924 года в Бургундию с северо-запада вторглись норманны во главе с герцогом Роллоном, грабя все на своем пути. Король Рауль в это время находился в Лотарингии, а дорогу армии преградили графы Манассия II Лангрский и Гарнье де Труа. В итоге Гарнье погиб, но нападение было отражено с помощью подоспевших Гуго Великого и Рауля. Норманны были разбиты, и Рауль преследовал их до Нормандии, пока Роллон не запросил мира. В обмен на его обещание прекратить разбойничьи набеги Рауль пожаловал ему ряд территорий. В начале декабря Рауль при Шальмоне нанёс страшное поражение другому вождю викингов, Рагенольду. В том же году Рауль провёл в Отёне и Шалоне несколько ассамблей, чтобы нейтрализовать бургундских сеньоров, прежде всего графа Шалона Жильбера.
Летом 925 года норманны снова нарушили мир. Рауль с помощью Герберта II де Вермандуа, Эльго де Понтьё, Арнульфа I Фландрского и его брата Адалольфа Булонского снова одержал крупную победу. Однако в следующем году норманны взяли реванш и в битве при Фокемберге (около Теруанна) разбили королевское войско. В этом сражении погиб Эльго де Понтьё, а Рауль, тяжело раненый, отступил к Лану. Норманны опустошили земли до самых границ с Лотарингией.
В 926 году умер Роже I, граф Лана, и Герберт II де Вермандуа потребовал графство Ланнуа для своего старшего сына, Эда. Рауль противился этому, но в конце концов уступил из страха, что Герберт II освободит Карла Простоватого, которого он удерживал в заключении в Перонне.
После смерти Карла Простоватого, последовавшей 7 октября 929 года, позиции Рауля значительно укрепились. Ряд крупных вассалов короны признали его королём. Так, в 930 году герцог Вильгельм Длинный Меч, который сменил своего умершего отца Роллона, принес ему оммаж. Также присягнул Раулю его двоюродный брат, граф Вьенна Карл-Константин, благодаря чему в сферу влияния французского королевства вошли Лионнэ и Вьеннуа.
Однако Герберт II де Вермандуа не успокоился и в этом же году захватил замок Витри-ан-Пертуа, принадлежавший Бозону, младшему брату Рауля. В ответ на это Рауль в союзе с Гуго Великим начал войну с Гербертом II. В 931 году их соединённая армия проникла в Реймс и прогнала архиепископа Гуго, сына Герберта II. Герберт II уступил и отдал Витри, Лан, Шато-Тьерри и Суассон. Однако вскоре он получил помощь от короля Генриха I Птицелова и опустошил земли вокруг Реймса и Лана. Война закончилась тем, что Рауль возвратил Герберту II все земли, за исключением Реймса, Шато-Тьерри и Лана.
В 931 или 932 году Рауль был вынужден усмирять мятеж графов Шалона Жильбера и Сенса Ричарда, вызванный конфискацией королём замка Авалон.
В 935 году в Шампань и Бургундию вторглись венгры. Рауль нанёс им поражение и отбросил их за пределы своего королевства. В том же году Рауль заключил соглашение с королём Германии Генрихом Птицеловом относительно Лотарингии, которая осталась в составе Германии. Брат Рауля, Бозон, владевший в Лотарингии аббатствами Мармутье и Ремиремон, а также рядом других земель, принёс присягу королю Генриху. Тогда же Рауль назначил Бозона, сына графа Сенса Гарнье, виконтом Дижона.
15 января 936 года, после 13 лет неспокойного царствования, король Рауль внезапно умер в Осере от «заразной болезни». В Бургундии ему наследовал брат Гуго, который не стал претендовать на королевский титул. Кроме герцогства Бургундия он владел графствами Макон и Лион.
Гуго отказался признать королём Людовика IV. Людовик и Гуго Великий захватили Лангр и Северную Бургундию. Поздней осенью Гуго Чёрный заключил мир с королём, по которому ряд графств в Северной Бургундии (Осер, Труа, Сенс) отошли к Гуго Великому, а Южная Бургундия с Лангром, Дижоном и аббатством Сен-Жермен остались у Гуго Чёрного. В 937 году Гуго Чёрный поддерживал короля в походах в Лотарингию, а также во вторжении во владения по другому берегу Соны (будущее графство Франш-Конте), воспользовавшись малолетством короля Бургундии Конрада. Но после вторжения короля Германии Оттона I в 940 году Гуго был вынужден сдаться и обещать Оттону оставаться в стороне от борьбы.
После смерти Гуго Чёрного в 952 году герцогство перешло к его шурину Жильберу де Вержи, графу Шалона. Но у него не было сыновей, поэтому ещё при жизни Жильбер передал все права на герцогство Гуго Великому, который женил на старшей дочери Жильбера, Лиегарде, своего второго сына Оттона, который в итоге унаследовал после смерти Жильбера в 956 году Бургундию. Вторая дочь, Аделаида, вышла замуж за Ламберта, младшего сына Роберта, виконта Дижона, принеся ему Шалон.

### Герцогство во второй половине X века под управлением Робертинов
Через 2 месяца после смерти герцога Жильбера умер Гуго Великий, оставив трех малолетних сыновей (Гуго Капета, Оттона и Эда-Генриха), опекуном которых стал герцог Нормандии Ричард I. Поскольку Оттон был несовершеннолетним, то король Франции Лотарь далеко не сразу согласился даровать тому инвеституру на герцогство.
В 957 году в Бургундии вспыхнул мятеж графа Мо Роберта I, женатого на младшей дочери Жильбера, Адели/Верре, и предъявившего права на часть Бургундии. Король Лотарь предпринял поход в Бургундию, в результате чего Роберт был вынужден подчиниться и сдаться на милость короля. В итоге Роберту, судя по всему, досталось графство Труа.
В начале 958 года восстал другой бургундский сеньор. Рауль, виконт Дижона, старший брат графа Шалона Ламберта, решил увеличить свои владения за счет наследства Жильбера. Он захватил жену Оттона Лиегарду, а также замок Бон. По словам хрониста, он женился на ней. Но эта дерзкая затея успеха не имела, 1 мая Оттон получил назад Бон и жену.
Осенью 958 года король Лотарь предпринял новый поход в Бургундию. 11 ноября в деревне Марзи под Невером была собрана ассамблея, враждебная герцогу Аквитании Гильому Патлатому, где король решил поддержать претензии Робертинов на герцогство Аквитания. Но вскоре между королём и Гуго Капетом произошел раскол, поскольку король решил присвоить себе несколько бургундских городов, включая Дижон. Он вел себя в Бургундии как суверенный государь. Это привело Робертинов в ярость. Только вмешательство Бруно, герцога Лотарингии, приходившегоя им дядей, который спешно прибыл в Бургундию с Лотарингской армией, позволило избежать войны. Примирить противников ему не удалось, но было заключено перемирие.
В 959 году опять восстал Роберт, граф Труа, старавшийся добиться главенства в Бургундии. Он захватил Дижон, ставший к этому времени самым значимым городом в герцогстве. Он смог изгнать королевский гарнизон. Король Лотарь был вынужден запросить помощь Бруно. В октябре французская и лотарингская армии осадили Дижон, но вскоре на помощь Роберту пришел его сын Аршамбо, архиепископ Санса, вместе с графом Санса Ренаром Старым, которые разбили саксонскую армию. Бруно был вынужден вернуться в Лотарингию, снял осаду и Лотарь. Военные действия были возобновлены осенью 960 года Лотарь осадил Дижон, Бруно — Труа. Только в конце 960 года Лотарь смог захватить Дижон.
В 960 году Бруно удалось помирить Лотаря и Робертинов. Гуго Капет и Оттон принесли королю присягу верности. В результате Оттон 7 апреля 961 года наконец то получил Бургундское герцогство. Но реально в Бургундии Оттону принадлежали только графства Отён, Бон и Невер. Вся остальная Бургундия была разделена на множество совершенно независимых от герцога графств — Шалон, Дижон, Макон, Тоннер, Труа, Санс и несколько других. Также большие владения имели епископы Осера, Лангра и Шалона. Вследствие этого, герцог Бургундский был гораздо слабее короля, который имел в герцогстве ощутимое влияние. Он сохранил за собой главный город герцогства Дижон, а также Лангр. Он назначал архиепископов Санса, епископов Лангра и Осера.
Оттон умер 23 февраля 965 года бездетным. Бургундские сеньоры, не потрудившись узнать мнение короля, выбрали своим герцогом младшего брата Оттона Эда-Генриха (ок. 948—1002). До этого с 956 года он владел графством Невер. Король, имевший свои виды на Бургундию, опять рассорился с Робертинами. Только в сентябре Бруно, незадолго до своей смерти, смог примирить своих племянников. Скорее всего тогда Лотарь утвердил герцогство за Эдом-Генрихом.
В 967 году король Лотарь вновь побывал в Бургундии. 30 августа в Дижоне передал епископу Лангра Ашарду графство Лангр.
В 971 году Эд-Генрих приютил в Отёне бывшего короля Италии Адальберта II Иврейского с женой и сыном. В том же году он сблизился с графом Шалона Ламбертом, ставшим его другом до самой смерти. Этот союз был закреплен после смерти Адальберта, когда в 972 году Эд-Генрих женился на его вдове Герберге, дочери Ламберта. Кроме того, Эд-Генрих воспитал сына Адальберта, Отто-Гильома, предназначая ему герцогство после себя (своих сыновей у него не было). В 973 году епископ Лангра уступил герцогу замок Шатильон-сюр-Сьен.
В 976 году Эд-Генрих женил своего пасынка на Эрментруде де Руси, вдове графа Обри II, благодаря чему он в 982 году унаследовал графства Макон и Отр-Саон (фр. d’Outre-Saone). В 978 году Эд-Генрих предпринял вместе с королём Лотарем поход против императора Оттона II.
В 978 году Эд-Генрих передал своему пасынку Отто-Гильому графство Невер. В том же году шурин Отто-Гильома, Бруно де Руси, стал графом-епископом Лангра. В 982 году, после смерти двух сыновей Обри II, Отто-Гильом получил во владение графство Макон. В 986 году Эд-Генрих сделал Отто-Гильома своим наместником и графом Бургундии. К 987 году Отто-Гильом распространил свою власть на оба берега Соны. В 989 году он передал графство Невер своему зятю Ландри.
После смерти своей жены Герберги Эд-Генрих женился второй раз — на Герсенде, дочери герцога Гаскони Гильома II. Этот брак вызвал недовольство Отто-Гильома, опасавшегося за своё наследство. Но в 996 году Эд-Генрих развелся с Гарсендой, отправив её на родину.

### Присоединение герцогства к французскому королевству
Эд-Генрих умер 15 октября 1002 года бездетным. Бургундская знать выбрала новым герцогом Отто-Гильома. Его признали граф Невера Ландри, граф-епископ Лангра Бруно. В подчинении Отто-Гильома оказались Отён, Авалон, Дижон и Бон. Ландри, кроме того, воспользовавшись отсутствием графа Шалона и епископа Осера Гуго, захватил Осер.
Но король Франции Роберт II не признал герцогом Отто-Гильома, считая себя наследником своего дяди. Поддержанный графом Шалона Гуго и герцогом Нормандии Ричардом II, король осадил Осер. Но, не сумев взять его, союзники возвратились в Париж. Военные действия возобновились в 1004 году. Королевская армия взяла Авалон, контролируемый людьми Ландри Неверского, после трехмесячной осады. В итоге Отто-Гильом был вынужден подчиниться королю Роберту. За ним были признаны владения и титул графа Бургундии, а также сохраняет свои права ряд графств, входящих в состав герцогства Бургундия (Бомон, Фувен, Ошере).
В начале 1005 года король осадил Осер и Ландри капитулировал. В обмен на признание Роберта он смог выторговать себе титул графа Осера и договорился о браке своего сына Рено и дочери Роберта Адель.
К 1006 году стороны окончательно помирились, что было закреплено браком сына Отто-Гильома, Рено, с дочерью Ричарда II Нормандского. Бургундское герцогство оказалось в подчинении короля Роберта. Он не провозгласил себя герцогом, поскольку король не может быть владельцем апанажа, но и не назначил никого герцогом. Автономию сохранило только графство-епископство Лангр.
В 1015 году Роберт II вмешался в конфликт в Сенсе между графом Ренаром и архиепископом Лиери, за контроль над городом. В результате в апреле Роберт захватил город, присоединив его к королевскому домену. Само графство Санс было присоединено к королевству в 1055 году. Тогда же Роберт попытался захватить и Дижон, контролируемый архиепископом Лангра. Только вмешательство аббата Клюни Одилона помешало королю. Но в начале 1016 года умер архиепископ Бруно. Новый архиепископ Лангра Ламберт передал Дижон королю, отказавщись от своих прав на него. В результате графство Дижон было ликвидировано, а город Дижон стал столицей герцогства.
В 1017 году Роберт заставил знать признать герцогом Бургундии своего второго сына Генриха. Но после смерти старшего брата Гуго в 1026 году Генрих стал наследником престола. Он был коронован отцом в Реймсе. Но против него выступил младший брат Роберт, поддержанный матерью. Король постарался помирить сыновей, но в результате они объединились и выступили против него. Но в итоге Роберту удалось захватить Бургундию, после чего сыновья подчинились ему.
В 1028 году в Бургундии был жестокий голод. В 1030 году Генрих и Роберт вновь восстали против отца, который был вынужден укрыться в Бургундии у своего зятя Рено Неверского. Через несколько месяцев они помирились.
После смерти Роберта II в 1031 году ему наследовал Генрих I. Но против него восстал младший брат Роберт, поддерживаемый матерью и графом Блуа Эдом II. Союзниками Генриха были герцог Нормандии Роберт I, граф Анжу Фульк III Нерра и граф Фландрии Бодуэн IV. Междоусобица продолжалась 2 года. Только в 1034 году был заключен мир, в результате чего герцогство Бургундия было передано Роберту, ставшему родоначальником Старшего Бургундского дома.

### Бургундия под управлением Старшего Бургундского дома (1034—1361)
Родство герцогов Бургундских династии, ведущей начало от Роберта, и французских королей, вероятно и объясняет добрые отношения, в целом поддерживаемые бургундским вассалом со своим сюзереном.
Во времена французского короля Филиппа-Августа герцог Гуго III на короткий момент решил объединиться с врагами короля. Королевское войско вступило в Бургундию, взяло в 1186 году Шатийон-сюр-Сен и захватило в плен наследника герцога. Последний тот час же заключил мир с королём Франции. Немного спустя Гуго III сопровождает короля Филиппа в крестовый поход на Восток.
Отныне и до конца династии герцоги Бургундские не перестают быть верными вассалами короны.
После смерти бездетного Филиппа Руврского в 1361 году Бургундия вернулась в состав Франции.

### Бургундия Валуа (1363—1477)
В 1363 году король Франции Иоанн II Добрый из династии Валуа передал герцогство своему сыну Филиппу II Смелому, основавшему Младший Бургундский дом Капетингов (Бургундский дом Валуа).
В 1369 году Филипп взял в жены Маргариту, вдову Филиппа Руврского, потенциальную наследницу своего отца Людовика II Мальского, графа Фландрии, Невера и Ретеля, своей бабки Маргариты Французской, графини Бургундии и Артуа и своей тётки Жанны, герцогини Брабанта и Лимбурга, маркграфини Антверпена и сеньоры Мехелена. После смерти тестя в 1384 году Филипп получил (по праву его жены) Фландрию, Бургундию (Франш-Конте), Невер, Ретель и Артуа (Бургундские Нидерланды), заложив основы богатства и могущества герцогов Бургундских.
Бургундия с юга граничила с Савойей, на юго-западе — с Овернью. Западным пределом Бургундии оставалась Шампань. Столицей Бургундии был Дижон.
В Столетней войне поддерживала сначала Англию. Но после Арраского договора 1435 года перешла на сторону Франции. Во время Столетней войны герцог Бургундии Филипп III Добрый предпочитал, пользуясь нестабильной обстановкой, занимался присоединением новых земель к своему герцогству. В 1429 году он присоединил маркграфство Намюр, после смерти его бездетного правителя Жана III, выкупленное у последнего за долги ещё в 1421 году. После смерти своего кузена Филиппа де Сен-Поль в 1430 году он унаследовал герцогство Брабантское и маркграфство Антверпенское. В 1432 г. получено разрешение папы на открытие факультета богословия в Лёвенском университете. В 1432 году он присоединил ещё несколько нидерландских земель, в том числе Фрисландию и Зеландию. В 1433 году он заставил графиню Якобу уступить ему права на графство Голландия.
В 1443 году он купил герцогство Люксембург у своей тётки Елизаветы фон Гёрлиц. После этого Филипп стал называть себя «Великим герцогом Запада».
Расширение территории Бургундии в годы правления Филиппа Доброго сопровождалось количественным ростом герцогских резиденций и удлинением маршрутов перемещения бургундского двора. Центры политического управления герцогства постепенно сместились из Парижского отеля Артуа и официального дворца в Дижоне в Нидерланды, сначала во дворец Гуденберг в Брюсселе, затем в Де-Ла-Халл (Салле) и Пале-Риур в Лилле, а после в замки Принзенхоф и Гронехоф в Брюгге. В 1471 году Бургундия приобрела герцогство Гельдерн.
Последним значительным герцогом Бургундии был Карл Смелый, после его смерти в 1477 году началась война за Бургундское наследство между Францией и домом Габсбургов, поскольку дочь Карла Смелого Мария Бургундская вышла замуж за Максимилиана Габсбурга. В итоге в 1482 году был заключён Аррасский договор, по которому Маргарита — дочь Максимилиана — должна была выйти замуж за французского дофина (будущего короля Карла VIII), принеся французской короне в качестве приданого Бургундское графство (Франш-Конте) и графство Артуа, а также другие земли, формально не входившие в бургундский апанаж. Графство Фландрия отходило Габсбургам. Окончательно вопросы, связанные с бургундским наследством, разрешил в 1493 году Санлисский договор.

### Территориальный состав
На пике своего расширения в 1470-х годах при Карле Смелом государство делилось на две группы провинций: собственно Бургундию и Бургундские Нидерланды, между которыми простирались (под бургундским влиянием) владения герцогов Лотарингии. Эти две части страны соответственно назывались «земли по ту сторону» (фр. les pays de par-delà) и «земли по эту сторону» (фр. les pays de par-deçà). Хотя центром владений Бургундских Валуа исторически являлся Дижон, герцогский двор перемещался между несколькими резиденциями и чаще всего пребывал в Брюсселе или во Фландрии (Лилль, Брюгге или Гент).
| Название             | Герб | Приобретено | Утрачено |
| -------------------- | ---- | ----------- | -------- |
| Герцогство Бургундия |      | 1363        | 1477     |
| Графство Бургундия   |      | 1384        | —        |
| Графство Шароле      |      | 1390 1493   | 1477 —   |
| Графство Макон       |      | 1435        | 1477     |
| Графство Осер        |      | 1435        | 1477     |
| Сеньория Сален       |      | 1384        | —        |
| Сеньория Бар         |      | 1435        | 1477     |
| Сеньория Шато-Шинон  |      | 1454 1482   | 1477 —   |

| Название                              | Герб | Приобретено | Утрачено  |
| ------------------------------------- | ---- | ----------- | --------- |
| Герцогство Брабант                    |      | 1405/1430   | —         |
| Нижняя Лотарингия (titre honorifique) |      | 1405/1430   | —         |
| Герцогство Лимбург                    |      | 1405/1430   | —         |
| Герцогство Люксембург                 |      | 1443        | —         |
| Герцогство Гелдерн                    |      | 1473        | 1492      |
| Графство Фландрия                     |      | 1384        | —         |
| Графство Артуа                        |      | 1384 1493   | 1477 —    |
| Графство Булонское                    |      | 1384        | 1477      |
| Графство Гин                          |      | 1384        | 1477      |
| Графство Намюр                        |      | 1430        | —         |
| Графство Эно                          |      | 1433        | —         |
| Графство Голландия                    |      | 1433        | —         |
| Графство Зеландия                     |      | 1433        | —         |
| Графство Понтье                       |      | 1435        | 1477      |
| Графство Вермандуа                    |      | 1435        | 1477      |
| Графство Цутфен                       |      | 1473        | 1492      |
| Антверпенская марка                   |      | 1430        | —         |
| Сеньория Мехелен                      |      | 1384        | —         |
| Сеньория Фрисландия                   |      | 1430        | —         |
| Города на Сомме                       |      | 1435 1465   | 1463 1477 |

| Название                                   | Герб | Приобретено | Утрачено |
| ------------------------------------------ | ---- | ----------- | -------- |
| Герцогство Лотарингия                      |      | 1475        | 1476     |
| Герцогство Бар                             |      | 1475        | 1476     |
| Ландграфство Оберэльзас, Зунтгау, Брайсгау |      | 1469        | 1477     |